# 延吉市
延吉市（えんきつ-し）は、中華人民共和国吉林省延辺朝鮮族自治州に位置する県級市。自治州政府の所在地である。旧名は局子街。
市内の中央を布爾哈通河（ブルハトゥ河）が東西に流れており、韓国人の間ではソウルの漢江に例えられる。ブルハトゥは満洲語で柳を意味する。布爾哈通河の北側に繁華街があり、河の南側に延吉駅や延吉空港がある。
朝鮮族が人口の38%を占め、韓国との合弁企業も多い。町はハングルの看板が溢れ、朝鮮語放送のテレビ局もある。ハングル表記は연길（ヨンギル）。

## 地理
長白山（朝鮮語では白頭山ともいう）北麓の山間盆地に位置する。南北東は山に囲まれ、西に開けている。延辺朝鮮族自治州の中心部に位置し、北は敦化市、北東は汪清県、東は図們市、南から南西は竜井市、西は安図県と接する。最高峰は市東部にある987mの三角山で主要河川は図們江、布爾哈通河、嘎呀河、石頭河。

## 歴史
- 1900年　義和団事件を契機としてロシアは満州を占領、ロシア軍が局子街に侵入する。中国人は吉林方面に避難したため朝鮮移民が急増
- 1902年　延吉庁が設置される
- 1907年5月　清は陸軍部監督の呉禄貞を局子街に派遣、国境を測定させ地図を作成する
- 1908年1月　清国は延吉辺務巡警総局を開設
- 1908年9月6日　内藤湖南が馬車で局子街に到着。9月8日、局子街を発つ
- 1909年11月2日　日本は間島日本総領事館分館を局子街に置く
- 1910年1月　清国は間島龍井村延吉分館開設
- 1910年5月　局子街日本人会が設立される
- 1917年　延吉師範学校設立
- 1921年8月　中国は延吉警察庁を設ける
- 1922年1月24日　延吉県公安局長が在満朝鮮人に中国国旗の掲揚を示達
- 1932年3月28日　間島駐在王徳林部隊の反乱等で治安が悪化、局子街民会長は朝鮮軍に対して派兵を要請
- 1935年9月　延吉県延吉街西山公園に延吉神社を建立
- 1937年12月7日　金東漢が千振駅6キロの地点で「共匪」を前に満州建国の大義を説くも殺害される。間もなく、延吉公園に金東漢の銅像が建てられる
- 1938年10月25日　曹洞宗が延吉に延吉布教所を創設。のちに延吉禅寺（延吉街大和路）となる
- 1938年12月　間島地区の管轄が朝鮮軍から関東軍に移る。朝鮮軍は北方特務機関の本部を琿春から延吉に後退させ、延吉特務機関を設立。のちに間島支部長と改称
- 1939年　上領頼正（1917～1996）が延吉で敬愛学舎（小学校）を設立
- 1941年3月31日　延吉神社末社加藤神社が建立が認められる。8月11日、加藤神社の地鎮祭を執り行う

- 1941年7月　関東軍特別大演習が行われ延吉の北の丘に部隊駐屯地が造られる
- 1943年　延吉県から間島市（現・延吉市）が独立
- 1944年8月　公13128部隊（俗称28部隊）がチチハルから延吉に移動
- 1945年8月16日　ソ連軍、間島市（延吉）に入る
- 1945年8月23日　延吉県臨時政府が樹立される
- 1945年9月18日　ソ連軍第88特別旅団第四大隊長（中国側では東北抗日聯軍教導旅第二営副営長）の姜信泰（ソ連軍大尉）が延辺分遣隊30名を率い延吉に入る
- 1945年9月23日　延吉で延辺労農青年婦人代表会議開催
- 1945年9月下旬　延吉に池喜謙（1903～1983、朝鮮族）を委員長とする延辺人民民主大同盟が成立。中共延辺委員会指導下の基層組織で14万人が会員（1946年8月ごろ解散）
- 1945年10月～　延吉の捕虜収容所及び病院で赤痢、コレラ、発疹チフス、栄養失調で日本人死亡者が続出
- 1945年11月12日　中共中央東北局と中共吉林省工作委員会が派遣した雍文涛ら延安の漢族幹部32名が延吉に入る1945年12月8日夜　朝鮮義勇軍第五支隊の文正一が、先遣隊の30名幹部を率いて延吉に到着。朝鮮義勇軍事務所を開設。文正一が主任
- 1945年12月27日　吉林省人民代表大会が延吉県で開かれ周保中が吉林省主席に就く
- 1945年12月31日　朴一禹・李益星が率いる朝鮮義勇軍第五支隊400余名が延吉に入る。1946年初め、延吉警備団と共に延吉警備１旅を編成し土匪征伐に参加。その後、一部の幹部を除いて大部分が朝鮮に入る
- 1945年12月31日午後　延吉捕虜収容所から2000名余りの日本人が突然、釈放される
- 1946年2月　延吉の街から青天白日旗や太極旗が消え赤旗が増加
- 1946年3月　朝鮮義勇軍第16団が中心となって朝鮮人部隊である東北民主連軍吉東警備１旅１団（6000人）が延吉で編成される
- 1946年4月　ソ連軍が延吉から撤退。4月24日、延吉の人民広場でソ連赤軍歓送大会を開く
- 1946年5月　国民党軍に追われ吉遼軍が延吉に移動。朝鮮人の東北民主連軍吉東警備団は第3病院を漢族の吉遼軍に明け渡す。吉東軍は延吉和平病院と龍井和平病院に移動
- 1946年6月　吉林省朝鮮民主聯盟主席の李浩源（1891～1978、朝鮮族）が延吉に入る
- 1946年4月　青天白日旗に変わって赤旗が掲げられるようになる。ソ連軍が国民党との間に結んだ中ソ友好同盟条約があったために公には八路軍の駐屯ができなかった
- 1946年4月　ソ連軍より延吉放送局を引き継ぎ、延吉広播電台を開設
- 1946年4月26日　4・26事件（延吉普通学校事件）。ソ連軍が撤退するのを待って吉東軍は元大和普通学校の講堂に元間島省の高官・民間有力者を自発的に集合させ、180名を拘束し3個小隊に編成。幹部27名で編成された第１小隊は延吉監獄に収容されたのち帽子山などで処刑された。第2・3小隊は安図などで労働改造に服す
- 1946年6月上旬　延吉市に延吉新華放送局を設置
- 1946年6月20日　延吉監獄（現・延吉芸術劇場）に収監されていた溥儀の夫人婉容が死去
- 1946年7月　吉林省委員会が吉林を撤退し、敦化を経て、8月17日に延吉に到着。吉東分省委員会と共に執務。7月、吉林省党委員会は延吉で朝文と漢文の「吉林日報」を発行
- 1946年8月17日　中共吉林省工作委員会、省政府、省軍区が延吉へ移転
- 1946年8月18日　延吉市で4万人が参加し解放１周年を祝う
- 1946年9月17日　師範学校、第１中学校、高麗女子中学校など５つの中学校生徒が延吉劇場に集まり「幻想を捨てて蒋介石軍隊と最後まで戦う準備をしよう」というスローガンの宣誓大会を開く
- 1946年9月18日　延吉で「9・18事変15周年大会」が開かれ4万人が参加
- 1946年9月　幹部養成学校である民主学院が延吉に創立。行政学部、教育学部、財政経済学部、工業学部を設置
- 1946年10月30日～11月5日　延吉西広場で一週間に渡って海蘭江大血案清算大会が開かれる。約1万人が参加。「海蘭江大血案」（1931年10月～33年2月）に関与した元・延吉県小営子自衛団団長の崔南順ら18名を人民裁判にかけ、7名をその場で処刑。張敬龍・中共吉林省副書記があいさつ
- 1948年3月10日　吉林省政府が延吉を離れる。それにともない1946年9月、幹部養成学校の「民主学院」が廃止される。3月31日　吉林省立民主学院教育学科を基礎に、延辺高級師範学校が成立。工業学科を基礎にして延辺工業学校が成立　延辺専員公署が管理指導
- 1948年4月2日　延辺党政幹部学校が延吉で創立、林春秋が校長を兼ねる
- 1948年5月1日　延吉市新華書店が開業
- 1948年8月15日　延辺地区第1回体育運動会が延吉公園体育場で開かれる
- 1948年9月28日　毛沢東青年団（のちに中国社会主義青年団に改称）は臨時工作委員会を延吉で設立。延吉一中に団支部を組織
- 1949年1月　東北行政委員会民族事務所が延吉に移転
- 1949年3月20日　延吉スターリン劇場で延辺大学の開校式が開催される
- 1949年4月1日　東北各地の新聞「延辺日報」「民主日報」「団結日報」が合併して、延吉で「東北朝鮮人民報」を創刊。後に「延辺日報」と改称
- 1949年7月　延吉人民ラジオ放送局が朝鮮語の放送を始める
- 1950年2月28日　延辺中ソ友好協会の第一次代表大会が延吉で開かれ朱徳海が会長に選ばれる
- 1951年4月15日　延辺助産士学校を延吉に設立、第一期生として57人が学ぶ
- 1951年5月22日　延吉に東北朝鮮人民書店本店を設立する。東北3省の朝鮮語図書の発行を担う
- 1951年9月5日　延辺抗日闘争烈士紀念碑定礎式が延吉で開かれる
- 1952年9月3日　延辺朝鮮族自治区の成立式典が延吉市で開かれる
- 1953年1月12日　延辺朝鮮族自治区第一回労働組合会員代表大会が延吉で開かれる。延辺朝鮮族自治区総労働組合の設立を宣言。金成現が委員長に就く
- 1953年9月　延辺の12カ所の朝鮮族教会の代表が延吉で会議を開き、「延辺朝鮮族キリスト教長老会諸職連合会」を設立。キリスト教会はすべて長老教会へ加入することを決定
- 1953年10月14日　中国人民志願軍戦闘英雄帰国代表団第3グループが延吉で初めて報告会を開く。20日まで延辺各地を巡回
- 1955年1月6日　延吉市文化館図書室を基礎に延辺朝鮮族自治州図書館が成立。同年9月に延吉市の管理となり、延吉市図書館と改名
- 1955年11月30日　延吉航空学校の訓練機が朝陽川鎮の住宅区に墜落。住民6人が死亡、6人が負傷
- 1956年　延吉新華書店と東北朝鮮人民書店総店が合併し、延辺新華書店となる
- 1956年7月5日　朝鮮語版の「毛沢東選集」第1巻が延吉で発行される
- 1957年3月28日　延辺朝鮮族自治州紅十字会が延吉で成立
- 1957年7月1日　朝鮮語版の「少年児童報」が延吉で創刊される
- 1957年7月10日　2000名以上が参加し反右派闘争大会が延吉で開かれる。政府の政策に批判的な発言をした朝鮮族知識人を「右派分子」として批判
- 1958年　大躍進運動により土法高炉で鉄を生産
- 1959年2月24日　延辺航空クラブが延吉で初めてグライダーの飛行を披露
- 1959年5月～　延辺各地で飢饉による浮腫が蔓延、大勢が餓死。飢饉は1961年の上半期まで続いた

- 1963年3月26日　延吉で雷鋒生前遺品展覧会とその生涯に関する報告会が開催される
- 1966年8月28日　延辺大学で8・27革命造反団と革命造反団が組織される
- 1967年1月18日　造反組織による武力抗争「1・18流血事件」
- 1967年1月19日　造反組織による武力抗争「1・19流血事件」
- 1967年8月2日　造反組織による武力抗争「8・2流血事件」
- 1967年8月4日　造反組織による武力抗争「8・4流血事件」
- 1967年8月8日　造反組織による武力抗争「8・8流血事件」
- 1967年8月12日～28日　「労働者革命委員会による反革命暴乱事件展示会」が延吉賓館で開催される
- 1967年8月16日　造反組織による武力抗争「白宮館事件」
- 1969年3月5日　延吉でソ連の珍宝島（ダマンスキー島）侵入に反対するデモが開かれる
- 1971年7月9日　延吉県東盛公社延東大隊で宗教信者による集団服毒事件が発生し、25人が死亡
- 1974年2月9日　延辺州と延吉市は周恩来・鄧小平を攻撃する「批林批孔」大会を共催。約250の分会場が設置され、15万人が大会の実況を聴く
- 1975年5月1日　延吉市延新橋の建設が始まる。1977年10月1日に竣工。全長249.2メートル
- 1976年11月17日　中共延辺州委は延吉で「林彪と江青反革命集団の罪行を批判するラジオ中継大会」を開催。60余りの分会場を設け、約7万人が聴く
- 1978年7月4日　中共延辺州委は延吉の工人文化宮で「暴乱事件」「スパイ事件」「地下国民党事件」などで批判された人々の名誉回復式を開く
- 1978年7月　中共延辺州委と延吉市委は、州直属機関および延吉市内の学校で大会を開き、文革期間に迫害された157人の幹部と教師の名誉を回復
- 1979年4月10日～13日　延辺朝鮮族自治州第5次婦女代表大会が延吉市で開催され510名が参加。延辺朝鮮族自治州婦女連合会第5届執行委員会を組織する
- 1980年8月11日　文革の混乱で活動を停止していた延吉市の清真寺（モスク）が再開
- 1984年5月31日　延吉市少年宮の落成式が開かれる
- 1985年7月1日　延吉空港が民間機にも開放され、延吉-瀋陽間の試験飛行が行われる

## 行政区画の変遷
- 1881年　清朝、封禁令撤廃し招墾局設置
- 1902年　局子街（延吉の古名）に延吉庁設置
- 1909年　延吉府に昇格
- 1912年　中華民国、延吉県に改める
- 1932年　満洲国間島省省都となる
- 1943年　間島市に改める
- 1948年　延吉県より延吉市（県城部）が分割される
- 1952年　中華人民共和国、延辺朝鮮族自治区設置
- 1953年　県級市の延吉市に昇格
- 1955年　延辺朝鮮族自治州の州都となる
- 1985年　開放都市に指定、外国人の入市が可能となる
- 2009年　竜井市朝陽川鎮を編入[3]。朝陽街道を進学街道に改名

## 行政区画
6街道、4鎮を管轄：
- 街道弁事処：進学街道、北山街道、新興街道、公園街道、河南街道、建工街道
- 鎮：小営鎮、依蘭鎮、三道湾鎮、朝陽川鎮

## 交通

### 空港
- 延吉朝陽川空港 - 軍民共用空港で、国内線のみならず国際線ターミナルもある。

### 鉄道
- 延吉西駅 - 2015年に開業した、長琿都市間鉄道の駅。当駅から省都の長春駅へは、CRHの電車列車で2時間半である。[4]
- 延吉駅 - 長図線の主要駅。

### 道路
- 高速道路
  -  琿烏高速道路
  -  汪延高速道路（中国語版）
  -  延長高速道路（中国語版）
- 国道
  - G302国道
  - G333国道（中国語版）

### バス
- 延吉公鉄分流バスターミナル
- 延吉東北亜バスターミナル - 河南にある公営バスターミナル[5]。
- 延吉北バスターミナル - 龍井行きのミニバス発着場。

## 観光
- 延吉公園 - 以前は人民公園と呼ばれた公園。戦前は南山公園という名称で、延吉神社が存在した。山頂には韓国式の亭子と展望台があり、延吉市街が一望できる。
- 西市場 - 地元特産のリンゴ、日本海で取れた海産物、犬肉店などがある。なお、市内にはいくつかのポシンタンを提供する店がある。
- 朝市 - 4月中旬から10月中旬の間に開かれる、煙集河と参花街の間の河川敷で開かれる市場。
- 延辺芸術劇場 -  延吉監獄跡地で婉容終焉の地と言われている。延吉監獄抗日闘争紀念碑や延吉監獄歌碑がある。
- 中国朝鮮族民俗園 - 帽児山森林公園の近くにある朝鮮族文化体験館。
- 延辺博物館 - 2012年9月開館。延辺地方の歴史を扱う博物館。
- 体育場 - 延辺富徳足球倶楽部のホームグラウンドでもある。延辺博物館に隣接し延吉空港にも近い。
- 帽児山 - 海抜517m。登山口から30分程度で登頂できる。満州国時代、日本人は間島富士と呼んだ。

## 気候
| 延吉市（1971〜2000年平均）の気候             | 延吉市（1971〜2000年平均）の気候 | 延吉市（1971〜2000年平均）の気候 | 延吉市（1971〜2000年平均）の気候 | 延吉市（1971〜2000年平均）の気候 | 延吉市（1971〜2000年平均）の気候 | 延吉市（1971〜2000年平均）の気候 | 延吉市（1971〜2000年平均）の気候 | 延吉市（1971〜2000年平均）の気候 | 延吉市（1971〜2000年平均）の気候 | 延吉市（1971〜2000年平均）の気候 | 延吉市（1971〜2000年平均）の気候 | 延吉市（1971〜2000年平均）の気候 | 延吉市（1971〜2000年平均）の気候 |
| 月                                           | 1月                              | 2月                              | 3月                              | 4月                              | 5月                              | 6月                              | 7月                              | 8月                              | 9月                              | 10月                             | 11月                             | 12月                             | 年                               |
| -------------------------------------------- | -------------------------------- | -------------------------------- | -------------------------------- | -------------------------------- | -------------------------------- | -------------------------------- | -------------------------------- | -------------------------------- | -------------------------------- | -------------------------------- | -------------------------------- | -------------------------------- | -------------------------------- |
| 最高気温記録 °C （°F）                       | 8.6 (47.5)                       | 14.3 (57.7)                      | 21.7 (71.1)                      | 32.8 (91)                        | 35.2 (95.4)                      | 37.2 (99)                        | 37.7 (99.9)                      | 37.3 (99.1)                      | 33.1 (91.6)                      | 30.2 (86.4)                      | 21.1 (70)                        | 9.3 (48.7)                       | 37.7 (99.9)                      |
| 平均最高気温 °C （°F）                       | −6.6 (20.1)                      | −2.2 (28)                        | 5.4 (41.7)                       | 15.1 (59.2)                      | 21.5 (70.7)                      | 24.1 (75.4)                      | 27.0 (80.6)                      | 27.0 (80.6)                      | 21.9 (71.4)                      | 14.5 (58.1)                      | 3.9 (39)                         | −4.4 (24.1)                      | 17.8 (64)                        |
| 日平均気温 °C （°F）                         | −13.6 (7.5)                      | −9.5 (14.9)                      | −1.6 (29.1)                      | 7.2 (45)                         | 13.8 (56.8)                      | 17.8 (64)                        | 21.5 (70.7)                      | 21.4 (70.5)                      | 14.7 (58.5)                      | 6.6 (43.9)                       | −2.7 (27.1)                      | −10.8 (12.6)                     | 14.7 (58.5)                      |
| 平均最低気温 °C （°F）                       | −19.4 (−2.9)                     | −16.0 (3.2)                      | −8.4 (16.9)                      | −0.1 (31.8)                      | 6.8 (44.2)                       | 12.9 (55.2)                      | 17.2 (63)                        | 17.1 (62.8)                      | 9.1 (48.4)                       | 0.2 (32.4)                       | −8.0 (17.6)                      | −16.3 (2.7)                      | 10.5 (50.9)                      |
| 最低気温記録 °C （°F）                       | −31.4 (−24.5)                    | −32.7 (−26.9)                    | −25.5 (−13.9)                    | −11.7 (10.9)                     | −4.5 (23.9)                      | 3.9 (39)                         | 9.5 (49.1)                       | 6.5 (43.7)                       | −2.4 (27.7)                      | −13.6 (7.5)                      | −23.6 (−10.5)                    | −29.9 (−21.8)                    | −31.4 (−24.5)                    |
| 降水量 mm （inch）                           | 3.7 (0.146)                      | 5.2 (0.205)                      | 8.3 (0.327)                      | 25.2 (0.992)                     | 54.0 (2.126)                     | 88.8 (3.496)                     | 115.3 (4.539)                    | 121.9 (4.799)                    | 64.1 (2.524)                     | 24.6 (0.969)                     | 10.8 (0.425)                     | 6.4 (0.252)                      | 528.3 (20.799)                   |
| 平均降水日数                                 | 3.1                              | 3.4                              | 5.1                              | 7.8                              | 12.2                             | 15.1                             | 14.3                             | 13.6                             | 10.4                             | 7.1                              | 5.3                              | 3.8                              | 101.2                            |
| 出典：中国气象局 国家气象信息中心 2018-07-06 |                                  |                                  |                                  |                                  |                                  |                                  |                                  |                                  |                                  |                                  |                                  |                                  |                                  |

## 軍事
瀋陽軍区第16集団軍所属の第21砲兵師団と戦車反撃旅団の司令部が所在する。

## 教育
- 延辺大学（朝鮮語と中国語を教育用語とする総合大学）
- 延辺科学技術大学（延辺大学に統合されたが、現在でもこの名称が使用されることがある）
- 専門学校8校
- 高校5校
- 中学校15校
- 小学校42校

## 延吉を舞台とした作品

### 映画
- 国境ナイトクルージング（2023年）

## ギャラリー

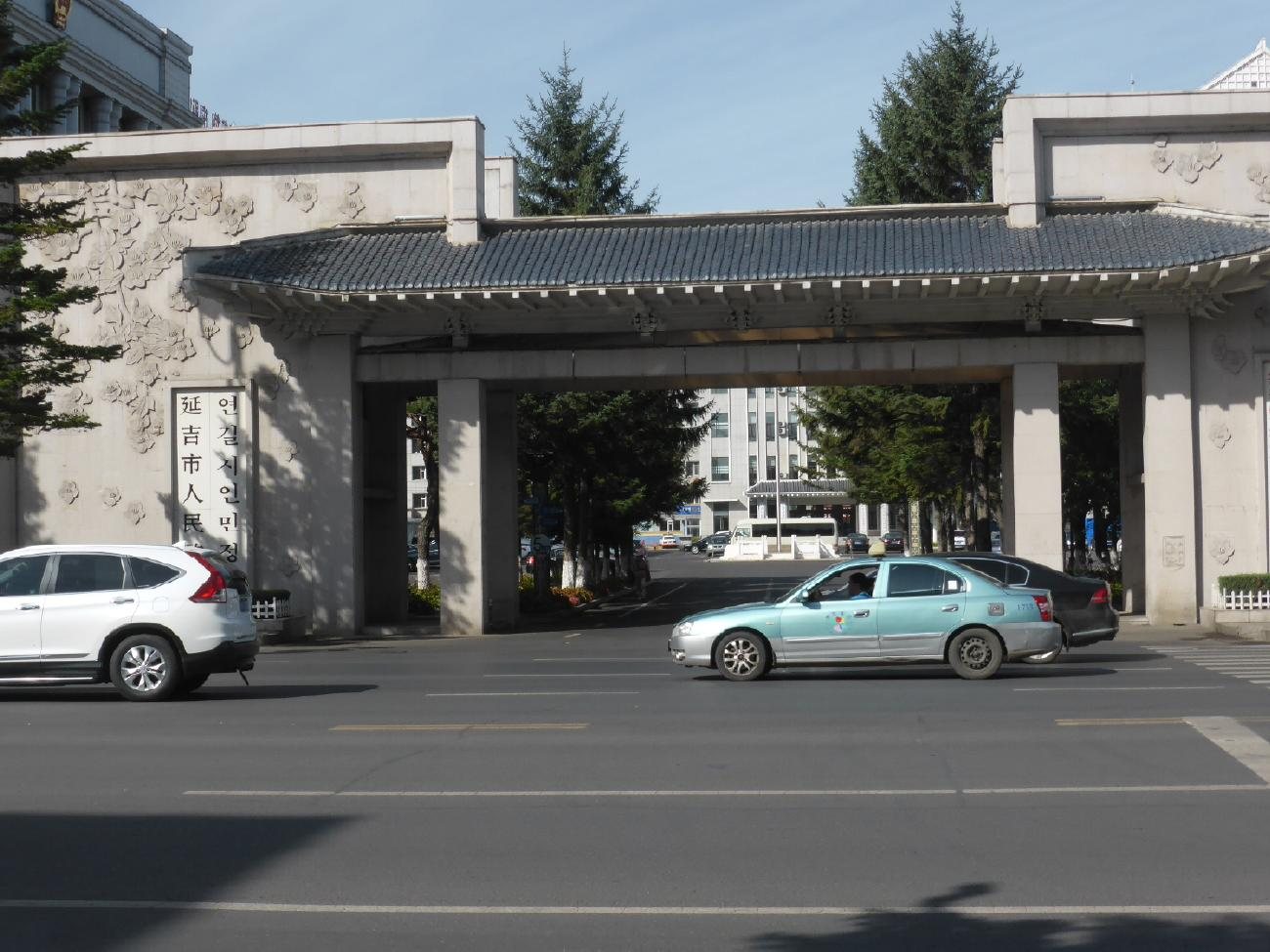
延吉市人民政府
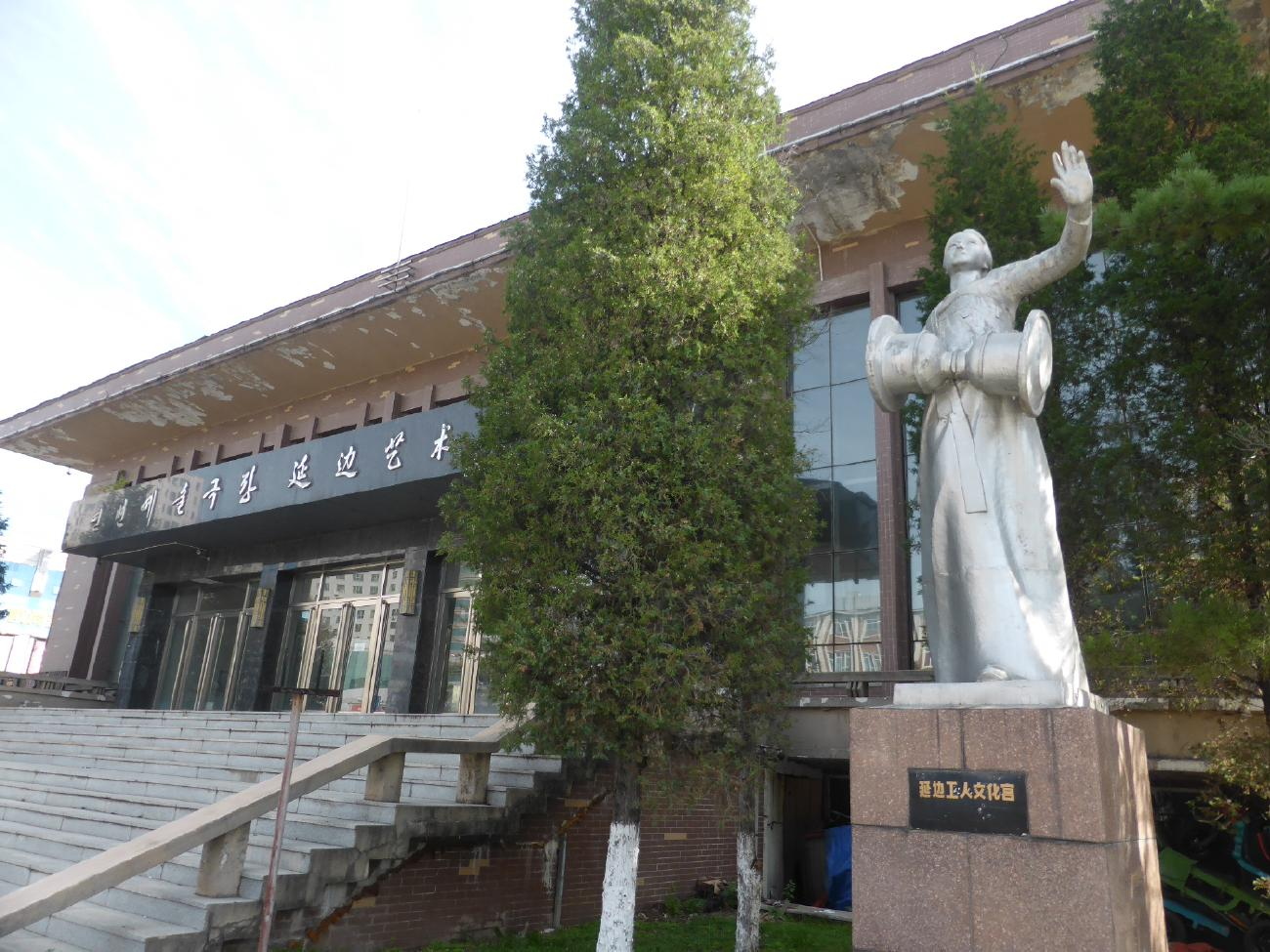
延吉芸術館とその前に立つ朝鮮族女性の銅像
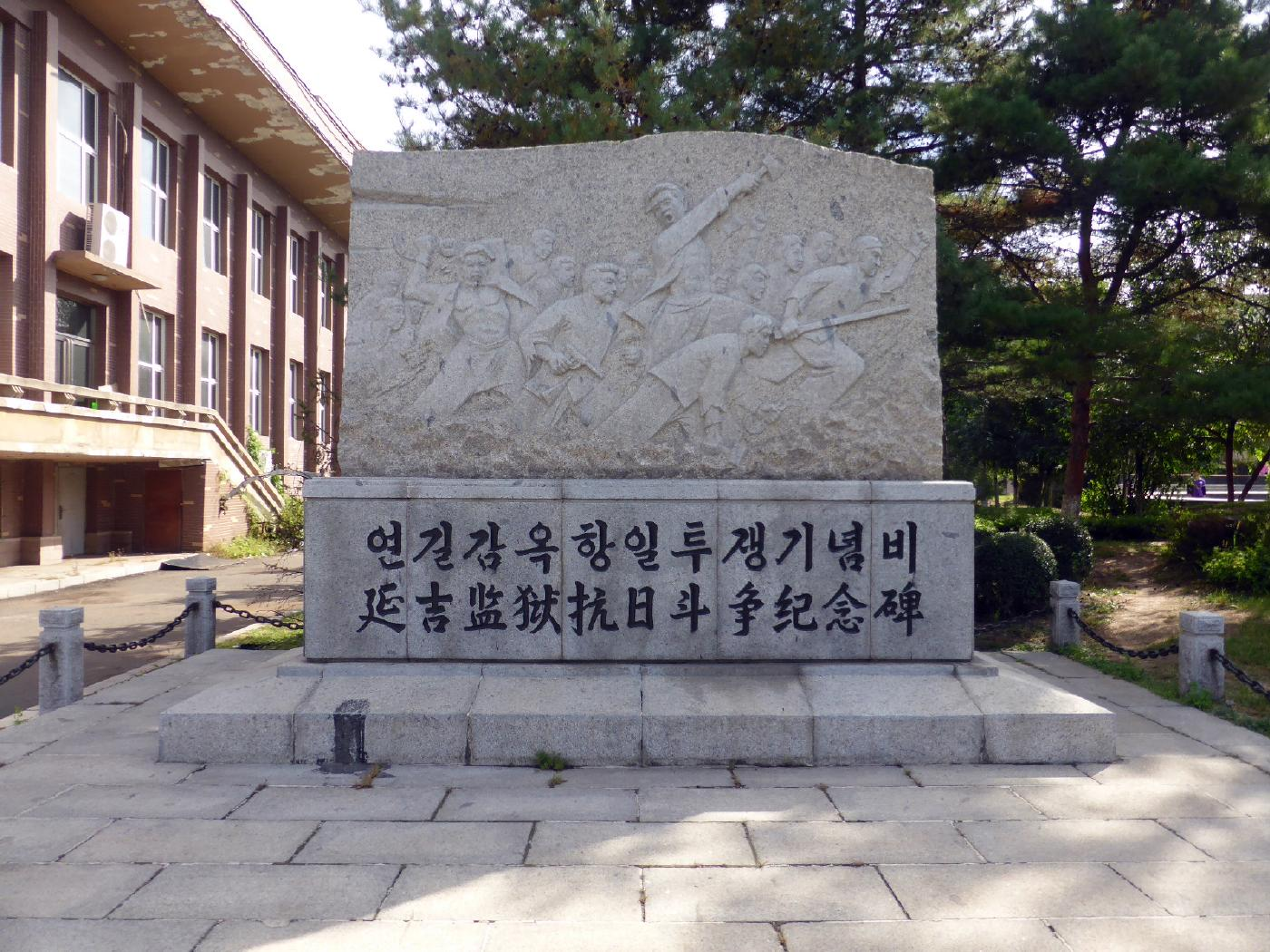
延辺芸術劇場は満州国時代、延吉監獄が存在した
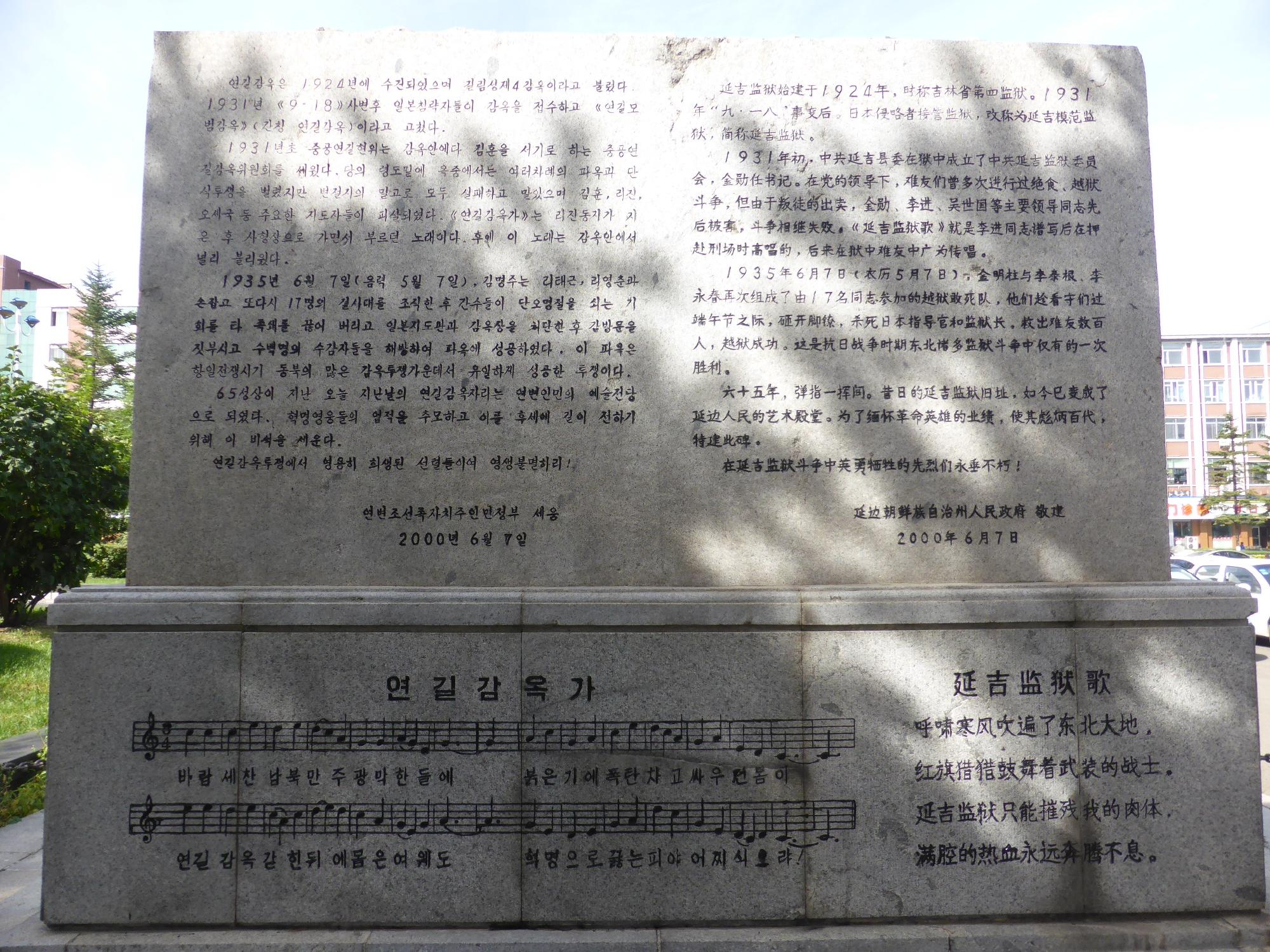
延吉監獄歌碑
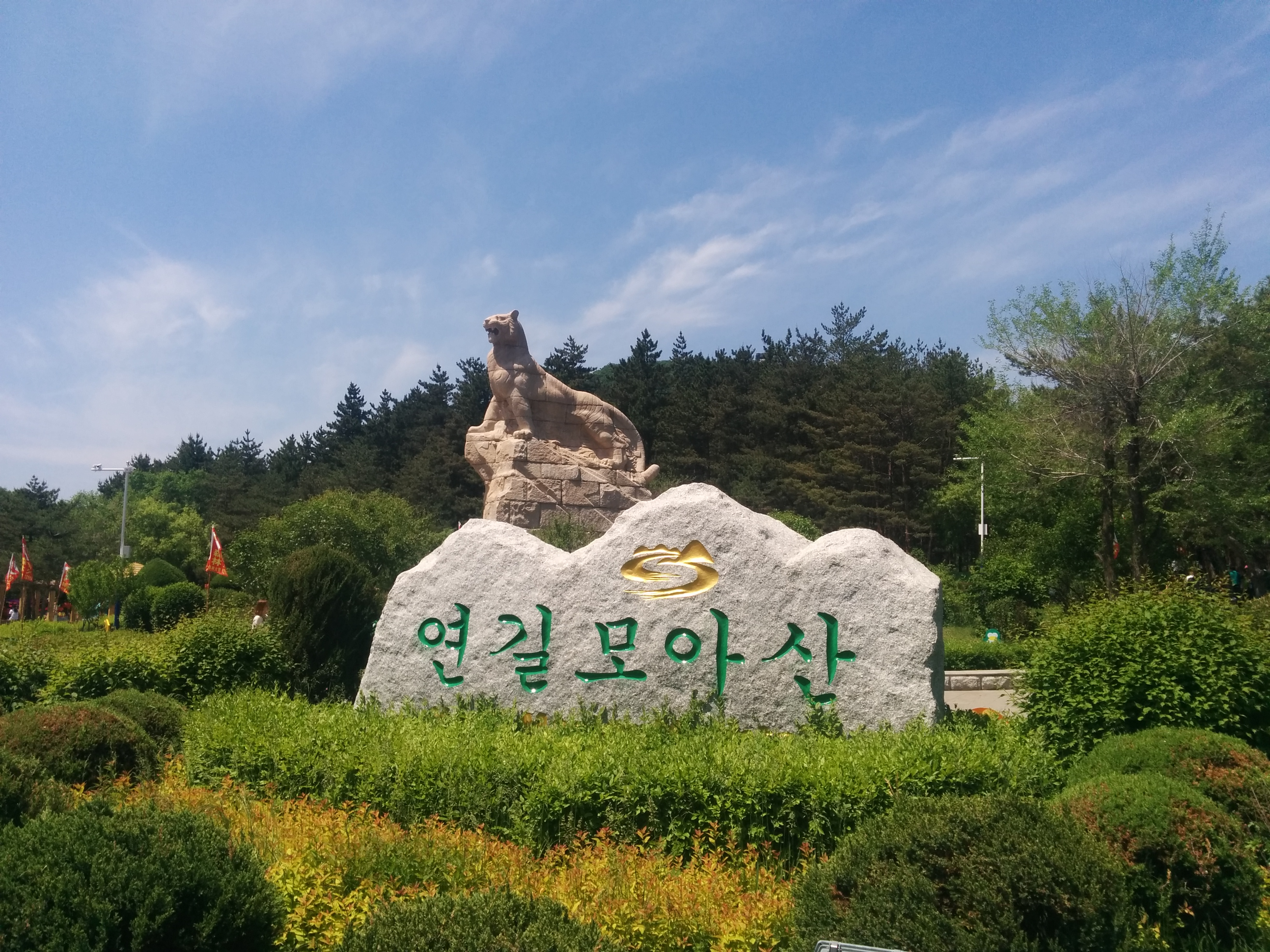
帽児山国家森林公園
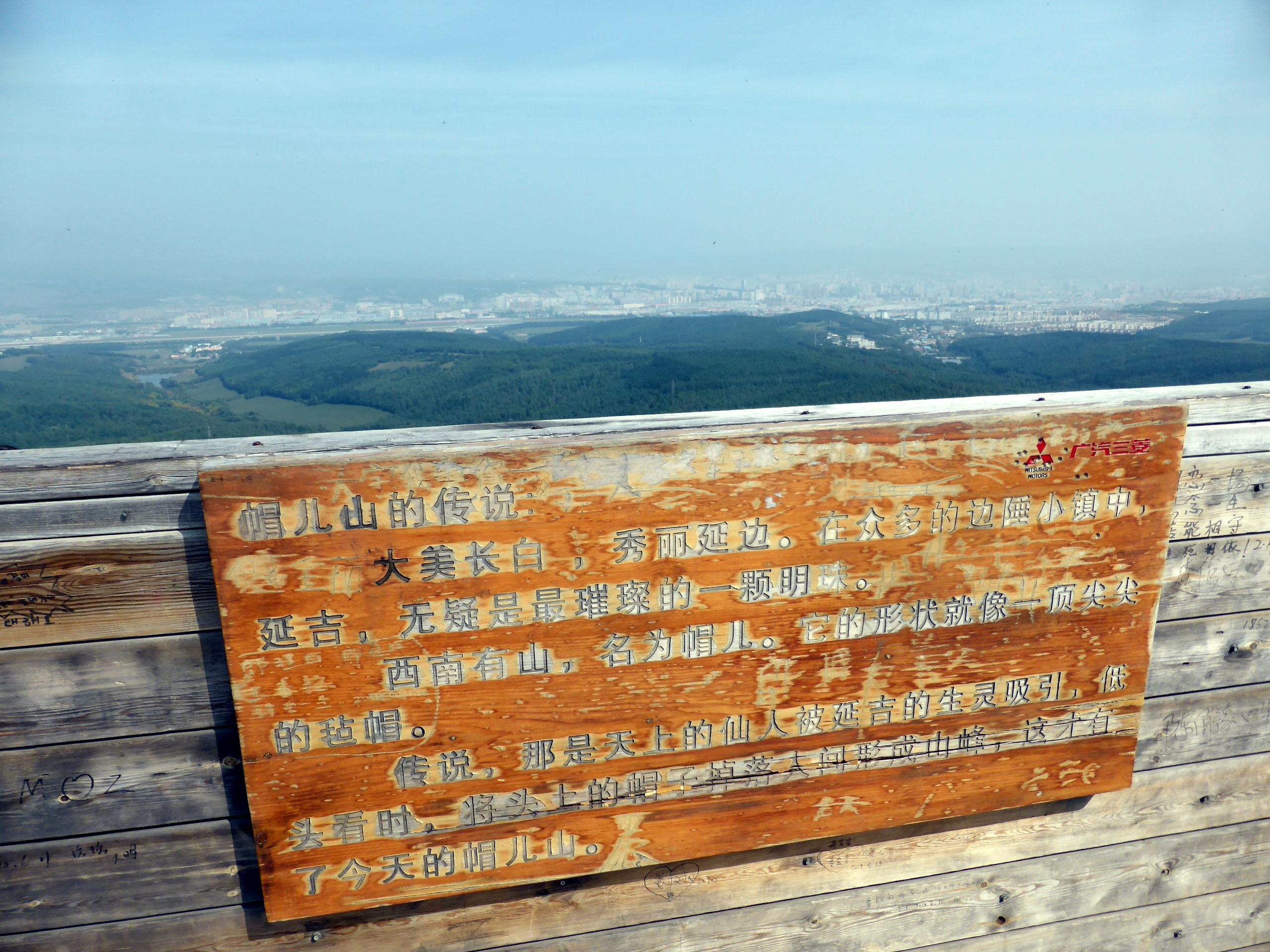
帽児山から市内を遠望
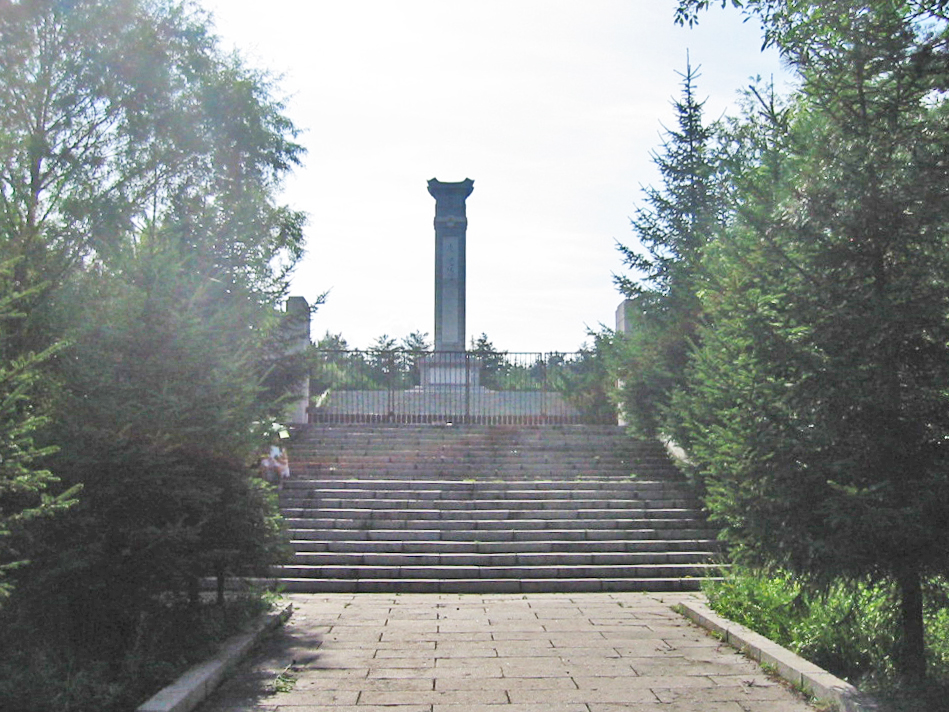
朱徳海同志紀念碑
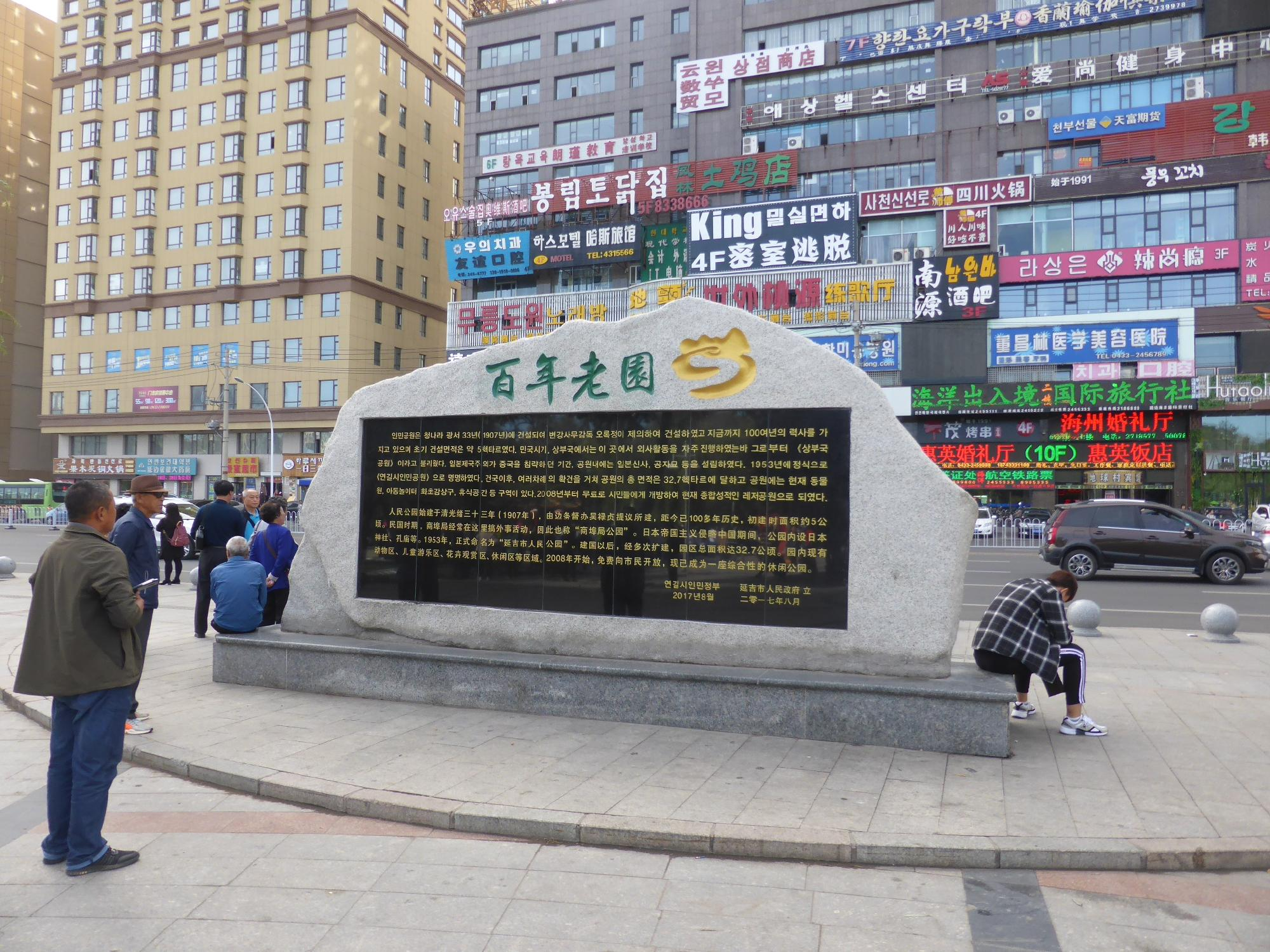
人民公園内にある同公園の沿革
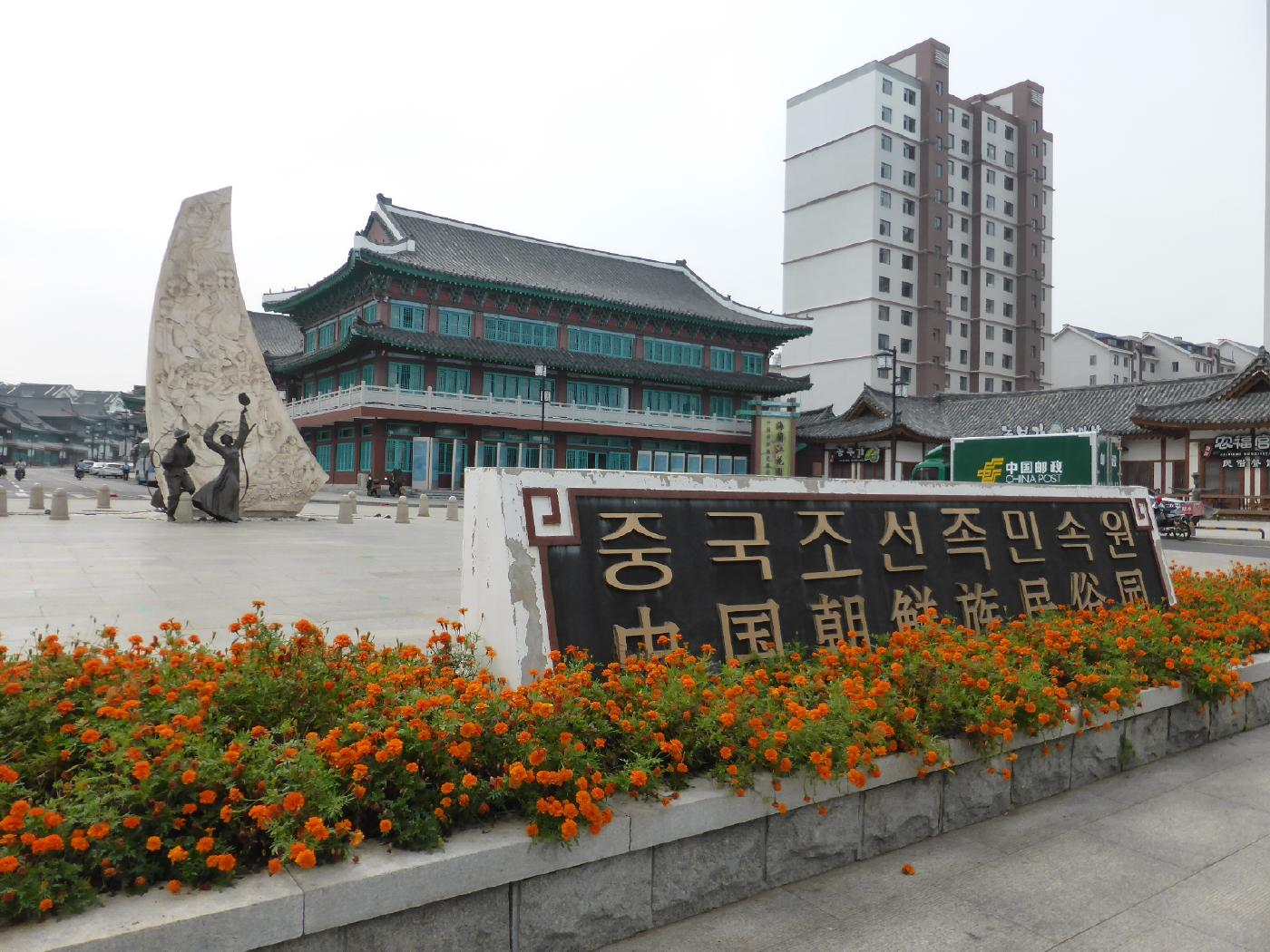
中国朝鮮族民族園
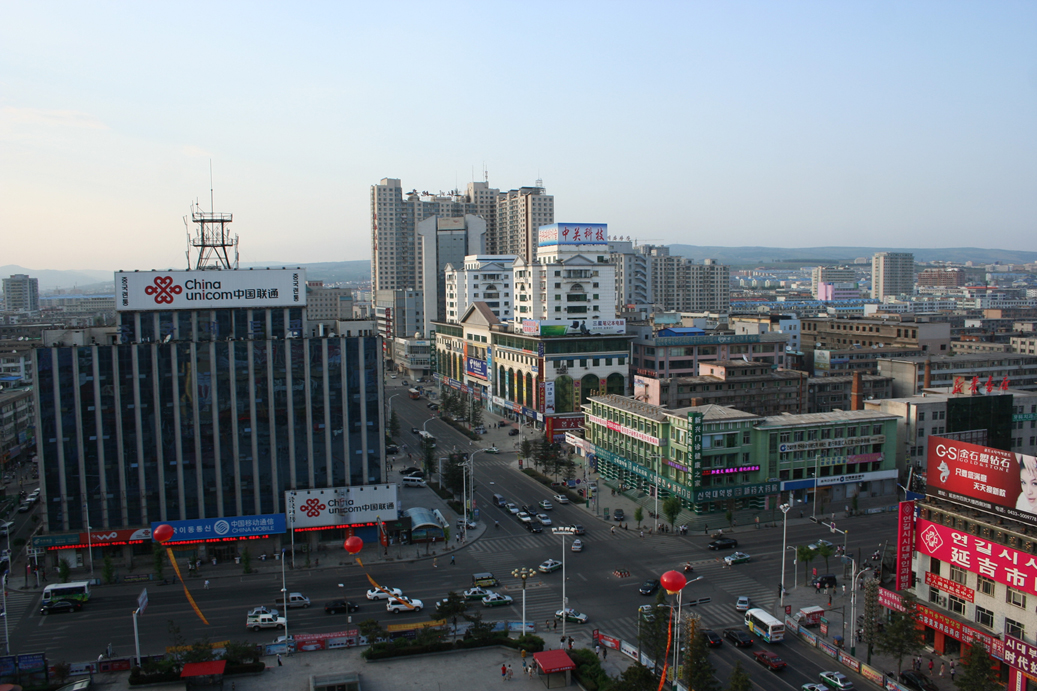
延吉市街（2010年）
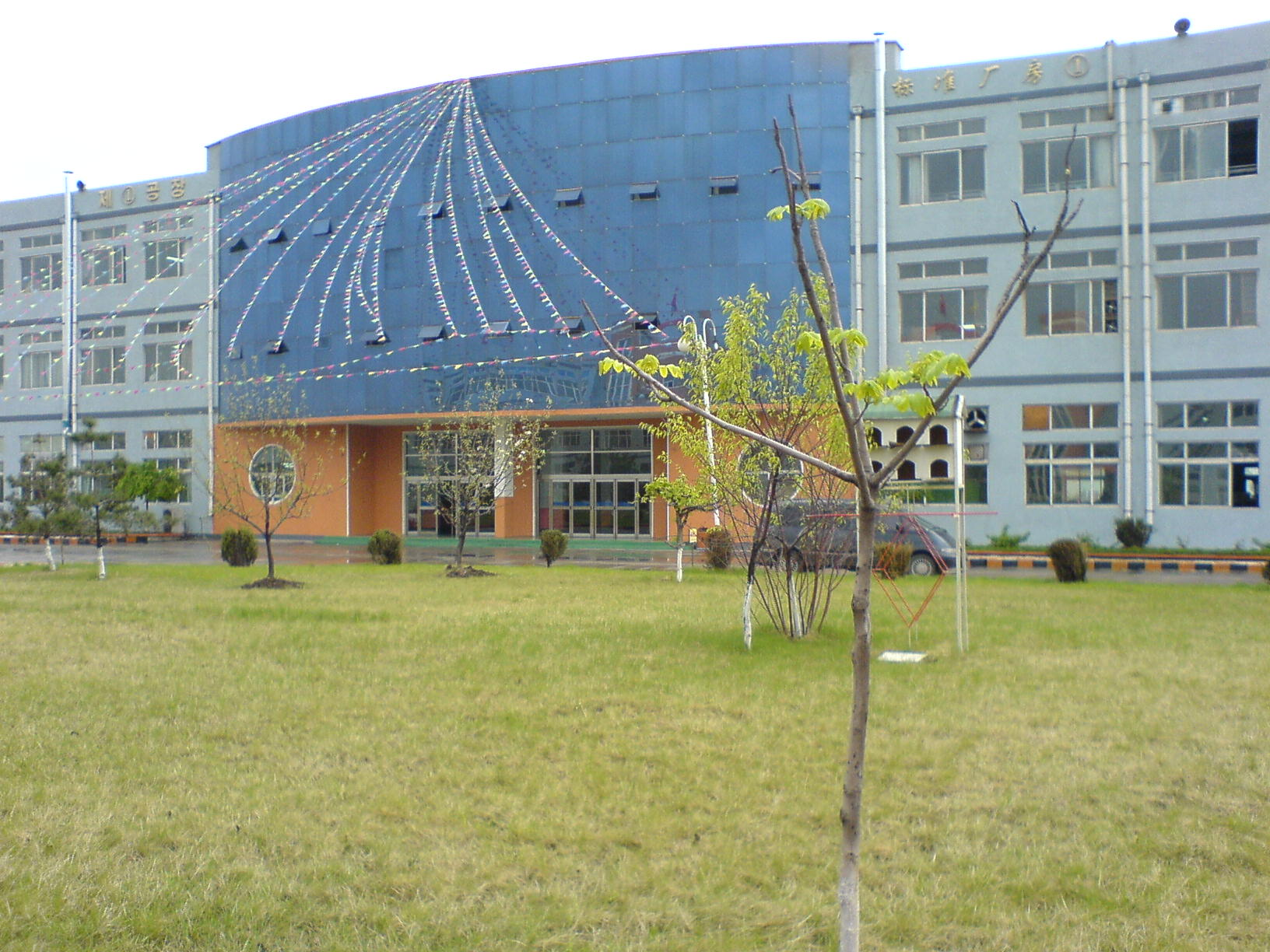
延吉市工業園
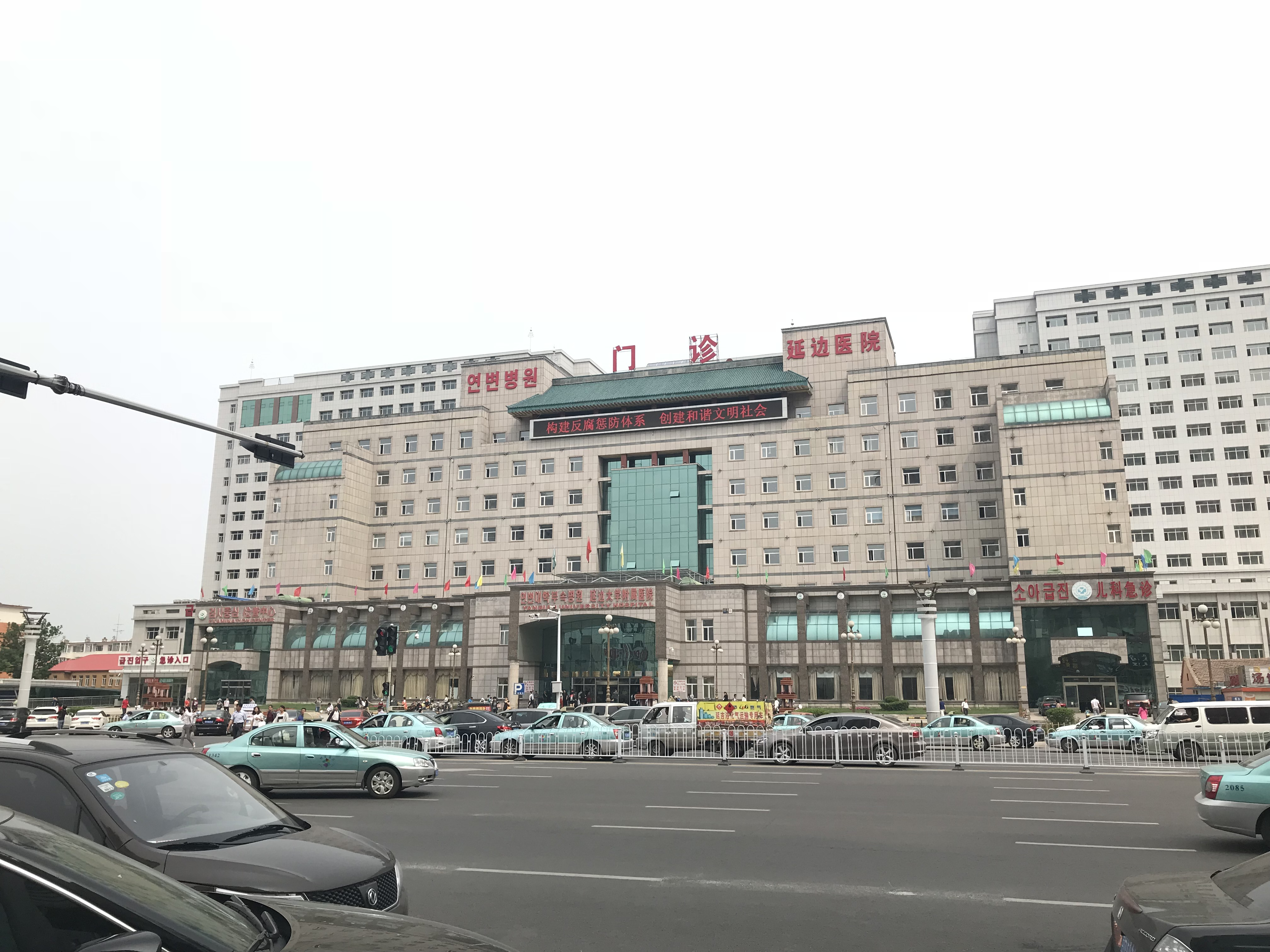
延辺医院
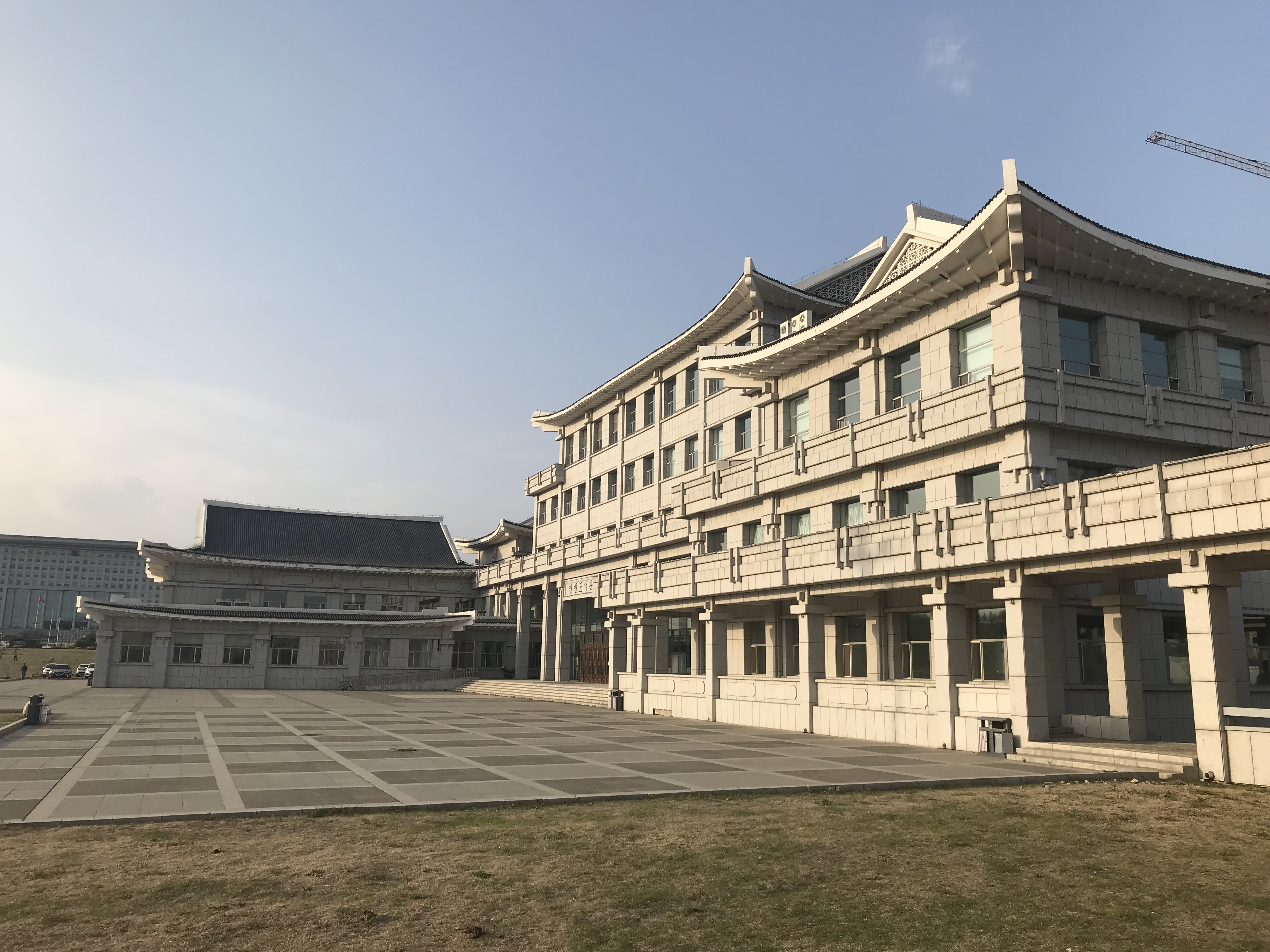
延辺図書館